# Waterloospolder
De Waterloospolder (ook wel de Zevenhuizerpolder genoemd) is een polder en een voormalig  waterschap in de Nederlandse provincie Zuid-Holland in de voormalige gemeenten Alkemade (thans: gemeente Kaag en Braassem) en Warmond (thans: gemeente Teylingen). Het waterschap was verantwoordelijk voor de waterhuishouding in de gelijknamige polder.

## Kenmerken
De Waterloospolder heeft een oppervlak van circa 147 hectare en is gelegen tussen de plaatsen Leiden en Roelofarendsveen. De polder grenst in het noorden aan de Kagerplassen. In het westen van de Waterloospolder is de buurtschap Zevenhuizen
gelegen. Afgezien van enkele woningen, boerderijen, vakantiewoningen en campings, bestaat de Waterloospolder voor het grootste deel uit grasland dat voor veeteelt gebruikt wordt.

## Historie
Al in 1634 werd door de landeigenaren van zeven afzonderlijke, kleine polders, gelegen tussen de Zevenhuizervaart, het Zweiland, het Spijkerboor, de Zever en de Waterloos (de verbinding tussen de Koppoel en de Klei- of Kiekpoel) besloten deze te verenigen tot een enkele polder. Deze vereniging resulteerde in het ontstaan van de Waterloospolder.

## Bemaling
De bemaling geschiedde in het verleden door de Waterloosmolen en sinds 1965 door een elektrisch gemaal.

## Dijken
De economische schade voor de Waterloospolder zal bij een dijkdoorbraak vanuit de boezem circa 2,5 miljoen euro bedragen. De circa zes kilometer lengte aan veenkaden rond de polder blijven zakken en moeten daarom regelmatig worden opgehoogd en versterkt. In de periode 2016-2017 worden de kaden wederom aangepakt.